# Apistogramma gephyra
Apistogramma gephyra és una espècie de peix de la família dels cíclids i de l'ordre dels perciformes.

## Morfologia
Els mascles poden assolir els 3,3 cm de longitud total i les femelles 4.

## Distribució geogràfica
Es troba a Sud-amèrica: conca del riu Amazones.